# Station Sieniawa Lubuska
Station Sieniawa Lubuska is een spoorwegstation in de Poolse plaats Sieniawa.